# Turija
Turija – w klasycznej filozofii indyjskiej stan czystej, obserwującej świadomości sakszi.  W sanskrycie turija znaczy dosłownie „czwarty” (stan świadomości), obok dźagrata (stanu świadomości na jawie),  swapna (marzeń sennych) oraz suszupti (stanu głębokiego snu), jednocześnie łączący wcześniejsze trzy stany w jedno.
- Porównywany jest do dźwięku świętej sylaby aum lub do drzewca triśuli (trójzębu Śiwy)[1].
- Może być wyjaśniany jako stan prostego atmana, nie ograniczanego niczym[2]

Pojęcie to pojawia się w szeregu tekstów należących do różnych nurtów indyjskiej myśli filozoficznej:  Mandukjopaniszad, Gaudapada Karika, Śiwasutrach Wasugupty, Bhagawatapurana.